# Carruagem de aluguel
Uma carruagem de aluguel é como o nome indica uma carruagem que se pode alugar. Nas grandes metrópoles do mundo, desde o Renascimento, este meio de transporte existia para facilitar a circulação de pessoas na cidade. Eram utilizadas sobretudo por pessoas abastadas que pretendiam atravessar a cidade rapidamente, sem terem de se cruzar com as outras pessoas. Pode considerar-se que as carruagens de aluguer foram as antecessoras dos táxis.